# 사르 부르마
사르 부르마(튀르키예어: sarı burma)는 튀르키예의 후식이다. 바클라바와 비슷하지만 돌돌 말린 모양이다.

## 사진

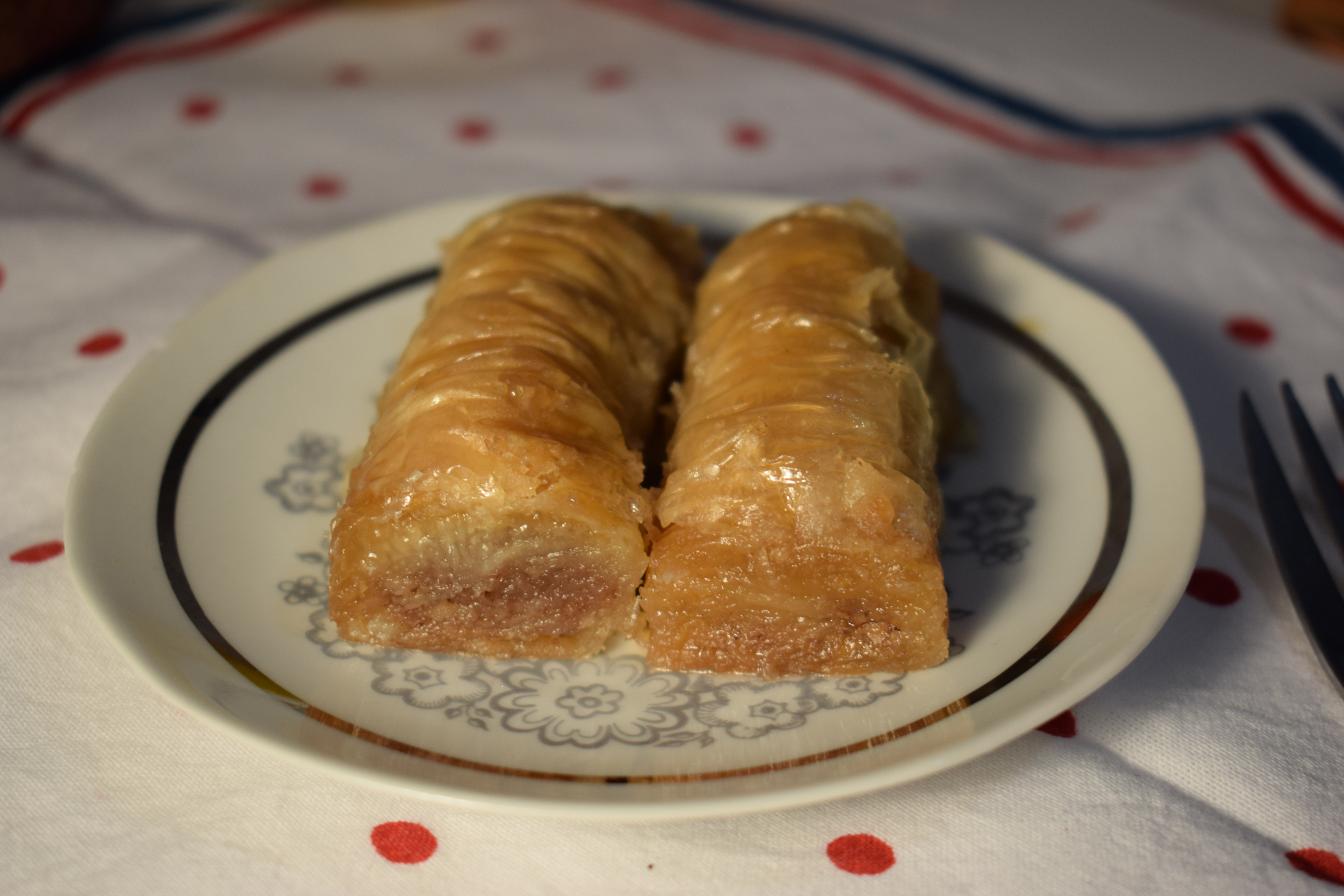
사르 부르마

## 같이 보기
- 바클라바